# Mythologie dans l'art
 (septembre 2010).
Si vous disposez d'ouvrages ou d'articles de référence ou si vous connaissez des sites web de qualité traitant du thème abordé ici, merci de compléter l'article en donnant les références utiles à sa vérifiabilité et en les liant à la section « Notes et références ».

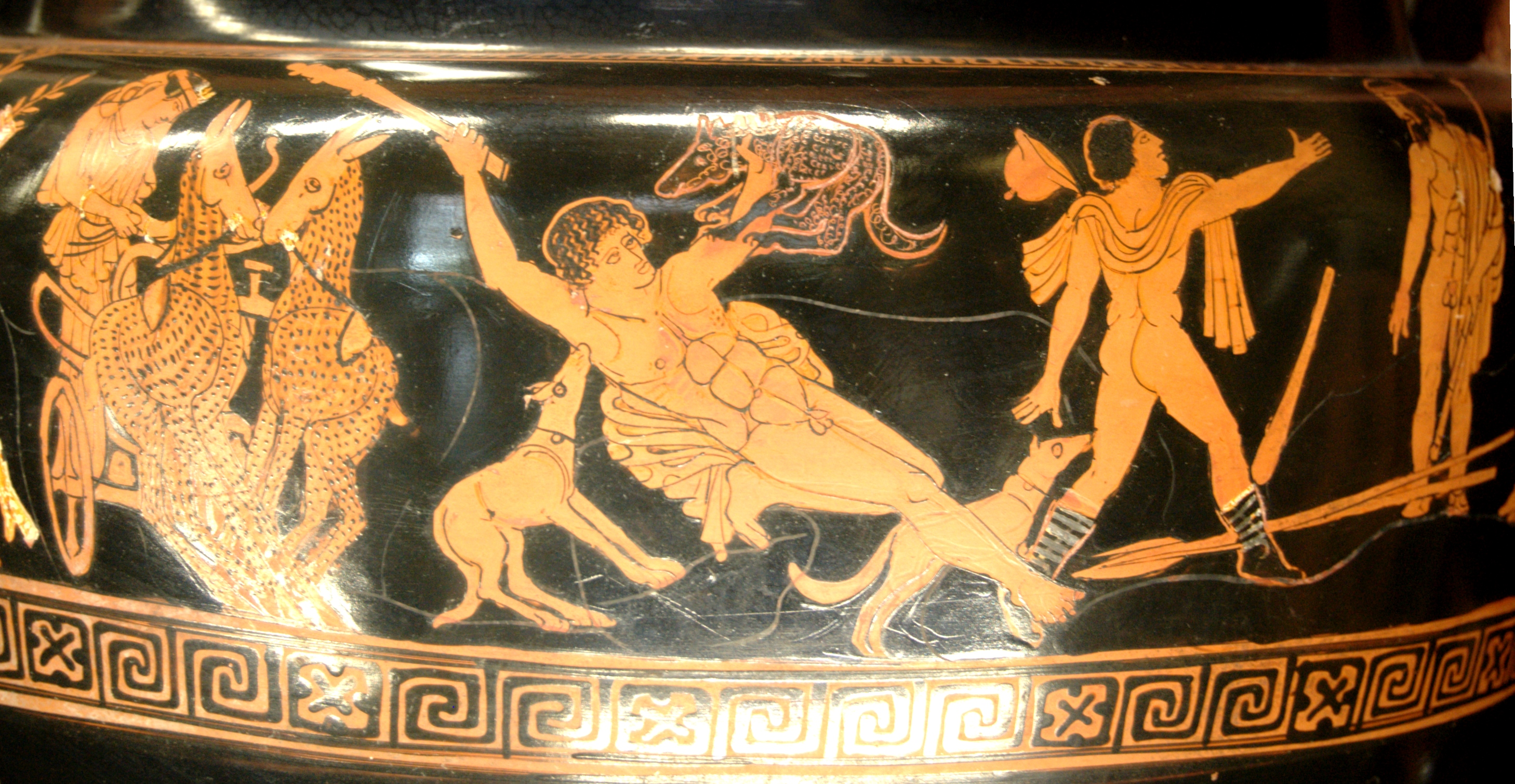
Artémis et Actéon (Musée du Louvre, cratère à figures rouges)

La mythologie dans l'art concerne les représentations des différents mythes qui ont inspiré les artistes depuis l'antiquité jusqu'aux temps contemporains. 